# Sepp Tezak

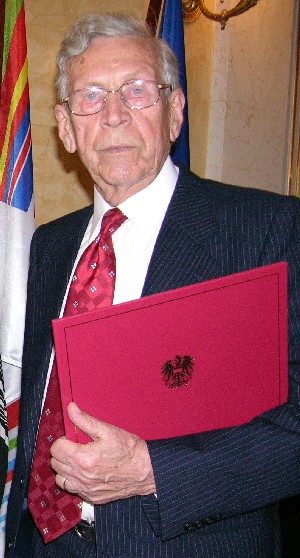
Sepp Tezak (2006)

Josef „Sepp“ Tezak (* 20. Juni 1923 in Kapfenberg; † 12. Dezember 2013) war ein österreichischer Kriminalbeamter sowie Eisenbahnhistoriker, -fotograf und -maler.

## Leben
Tezak besuchte in Graz die Schule und erlernte in der Maschinenfabrik Andritz den Beruf eines Maschinenschlossers. Nach seiner Einberufung am 1. Oktober 1942 diente er bei der deutschen Kriegsmarine bei einer Vorpostenflottille zuletzt als Maschinenmaat und kehrte 1945 nach Verwundung und Kriegsgefangenschaft nach Graz zurück. Vom 15. Februar 1946 bis 1. August 1985 war er im Polizeidienst bei der Bundespolizeidirektion Graz, zuletzt als dienstführender Kriminalbeamter, tätig. Neben seiner Familie – er war ab 1947 mit seiner Frau Helga verheiratet und Vater zweier Söhne (Helmut Tezak und Edgar Tezak) – und seinem Beruf hatte sich Tezak mehr als ein halbes Jahrhundert der Eisenbahn gewidmet.

## Leistungen
In mehr als einem Dutzend Büchern, hunderten Artikeln in Fachzeitschriften, 10.000en Fotos, Dias und Filmaufnahmen hat Tezak die Geschichte der Eisenbahn auf der Südbahnstrecke von Wien bis Triest, besonders in seinem Heimatbundesland Steiermark, dokumentiert.
Zur Illustration historischer Berichte für die kein Bildmaterial zu finden war, malte er mehr als 100 Bilder, die in Ausstellungen unter anderem in Graz und Cilli gezeigt wurden. Dauerleihgaben befinden sich im Technischen Eisenbahnmuseum (TEML) in Lieboch, in Spielfeld und Stainz sowie im Eisenbahnmuseum Ljubljana.
Für dieses umfassende Lebenswerk als Eisenbahnhistoriker, Eisenbahnjournalist und -fotograf wurde ihm am 21. September 2006 der Berufstitel Professor verliehen. Tezak ist somit der erste „Eisenbahnprofessor“ der Steiermark, deren Bahnen er durch ein halbes Jahrhundert dokumentierte.

## Ausstellungen und Ausstellungsbeteiligungen
- 1987: Stadtmuseum Graz und Stmk. Sparkasse Graz-Eggenberg: 130 Jahre Südbahn, Modelle historischer Dampflokomotiven.
- 1996: Stadtmuseum Celje/Cilli: 50 Jahre Eisenbahnen in Slowenien, Bilder.
- 1998: Lerchhaus Eibiswald: Die verhinderte Eisenbahn, Bilder.
- 1994: Graz, Steiermärkische Bank, Andritz: 150 Jahre Südbahn, Bilder und Modelle.
- 2001: Steiermärkische Landesbibliothek Graz: Altösterreichisches Eisenbahnalbum, Bilder und Publikationen.
- 2002: Universitätsbibliothek Graz: Vivat! Es lebe die Eisenbahn!, Bilder und Modelle
- 2002: Bundesdenkmalamt Graz: Eisenbahntechnik der Gründerzeit, Bilder

## Werke
- Bahn im Bild Band 14: Graz-Köflacher Bahn I. Pospischil, Wien 1980.
- Bahn im Bild Band 15: Graz-Köflacher Bahn II. Pospischil, Wien 1980.
- Der österreichische Kaiserzug 1891. Pospischil, Wien 1982.
- Bahn im Bild Band 29: Steiermärkische Landesbahnen I. Pospischil, Wien 1982.
- Bahn im Bild Band 36: Steiermärkische Landesbahnen II. Pospischil, Wien 1984.
- Bahn im Bild Band 45: Die Südbahnstrecke I. Pospischil, Wien 1985.
- Bahn im Bild Band 43: Steiermärkische Landesbahnen III. Pospischil, Wien 1985.
- Bahn im Bild Band 56: Steiermärkische Landesbahnen IV. Pospischil, Wien 1987.
- Bahn im Bild Band 68: Die Südbahnstrecke II. Pospischil, Wien 1989.
- Bahn im Bild Band 81: Die Rudolfsbahn I. Pospischil, Wien 1991.
- Bahn im Bild Band 82: Die Rudolfsbahn II. Pospischil, Wien 1992.
- Bahn im Bild Band 88: Steirisches Eisenbahnpotpourri. Pospischil, Wien 1993.
- 150 Jahre Eisenbahnstrecke Graz–Spielfeld-Straß–(Celje). Graz 1996.
- 150 Jahre: Die Legende GKB „671“ lebt, in: GKB-Drehscheibe Nr. 48, Graz 2010.[3]

## Auszeichnungen
- 1978: Silbernes Verdienstzeichen der Republik Österreich[4]
- 2006: Berufstitel Professor
- 2007: Band 37 des Historischen Jahrbuchs Stadt und Eisenbahn – Graz und die Südbahn (Herausgeber: Stadt Graz, ISBN 3-902234-06-7) ist Tezak gewidmet[5]
- 2008: Großes Ehrenzeichen des Landes Steiermark[6]
- 2010: Ehrenzeichen der Landeshauptstadt Graz in Gold[7][8]